# Велоспорт на Играх доброй воли 1990
Соревнования по велоспорту в рамках Игр доброй воли 1990 года включали только трековые гонки. Они прошли в Нью-Йорке (США) 28 и 29 июля на Jerry Baker Memorial Velodrome. Было разыграно 9 комплектов медалей в 5 дисциплинах — 6 среди мужчин и 3 среди женщин.

## Медалисты

### Мужчины
| Дисциплина                               | Золото                                                               | Серебро                                                       | Бронза                                                             |
| ---------------------------------------- | -------------------------------------------------------------------- | ------------------------------------------------------------- | ------------------------------------------------------------------ |
| Спринт                                   | Курт Харнетт Канада                                                  | Гари Нейванд Австралия                                        | Кен Карпентер США                                                  |
| Гит с ходу на 200 м                      | Курт Харнетт Канада                                                  | Кен Карпентер США                                             | Гари Нейванд Австралия                                             |
| Гит с места на 1000 м                    | Александр Кириченко СССР                                             | Михаэль Коллинг ГДР                                           | Эрин Хартвелл США                                                  |
| Индивидуальная гонка преследования, 4 км | Стив Хег США                                                         | Александр Гонченков СССР                                      | Ян Бо Педерсен Дания                                               |
| Командная гонка преследования, 4 км      | СССР Евгений Анашкин Валерий Батуро Александр Гонченков Олег Клевцов | ГДР Дирк Майер Фолькер Гебауэр Ральф Калдевиц Михаэль Коллинг | Австралия Бретт Эйткен Грант Фрейзер Марк Кингсленд Стивен Макглед |
| Гонка по очкам                           | Джим Поллак США                                                      | Игорь Посиделов СССР                                          | Фолькер Гебауэр ГДР                                                |

### Женщины
| Дисциплина                               | Золото               | Серебро                       | Бронза                         |
| ---------------------------------------- | -------------------- | ----------------------------- | ------------------------------ |
| Спринт                                   | Конни Параскевин США | Эрика Салумяэ СССР            | Рене Дюпрель США               |
| Гит с ходу на 200 м                      | Конни Параскевин США | Эрика Салумяэ СССР            | Лариса Буравцова СССР          |
| Индивидуальная гонка преследования, 3 км | Джени Эйкхофф США    | Мадонна Харрис Новая Зеландия | Келли-Энн Картер-Эрдман Канада |

## Медальный зачёт
*   Принимающая страна (США)
| Место          | Страна         | Золото | Серебро | Бронза | Всего |
| -------------- | -------------- | ------ | ------- | ------ | ----- |
| 1              | США*           | 5      | 1       | 3      | 9     |
| 2              | СССР           | 2      | 4       | 1      | 7     |
| 3              | Канада         | 2      | 0       | 1      | 3     |
| 4              | ГДР            | 0      | 2       | 1      | 3     |
| 5              | Австралия      | 0      | 1       | 2      | 3     |
| 6              | Новая Зеландия | 0      | 1       | 0      | 1     |
| 7              | Дания          | 0      | 0       | 1      | 1     |
| Всего стран: 7 | Всего стран: 7 | 9      | 9       | 9      | 27    |